# Lluís Torró
Lluis Torró i Gil (1964, Alcoy, Comunidad Valenciana) es un profesor de universidad y político español. Licenciado en Historia por la Universidad de Valencia, en 1977 ingresó en la Joventut Comunista del País Valencià y en 1980 en Comisiones Obreras y en el PCPV, del que pasó a Esquerra Unida del País Valencià, de la que es miembro de su Consejo Nacional. 
Desde 1988 trabaja como profesor de historia económica en la Universidad de Alicante, tarea que desde 1999 alterna con la de concejal y portavoz de EUPV del ayuntamiento de Alcoy. En las elecciones a las Cortes Valencianas de 2007 fue elegido diputado por la provincia de Alicante por la coalición Compromís pel País Valencià. Abandonó la coalición, junto con sus compañeros de EUPV, formando el grupo de no adscritos en el marco de la crisis de la coalición.
Desde el grupo de no adscritos ha destacado por su defensa del medio ambiente y la sostenibilidad, estando a favor del cierre de la central nuclear de Cofrentes, la oposición a las prospecciones petrolíferas en la costa mediterránea y la promoción de políticas de movilidad pública.
En noviembre de 2010 fue elegido para encabezar la lista de EUPV por la provincia de Alicante a las elecciones a las Cortes Valencianas de 2011.

## Obras
- Abans de la indústria: Alcoi als inicis del sis-cents (1994)
- La reial fábrica de draps d'Alcoi: ordenances gremials (segles XVI al XVIII) (1996)